# Myra Hindley
Myra Hindley (23 de julio de 1942 - 15 de noviembre de 2002) fue una asesina en serie británica, cómplice en los asesinatos llevados a cabo por su novio Ian Brady. Fue condenada a cadena perpetua junto con su novio el 6 de mayo de 1966. El 15 de noviembre de 2002 murió en prisión de una infección pulmonar.

## Biografía
Myra Hindley nació en el distrito de Crumpsall (Mánchester, Inglaterra) y fue criada por su abuela Ellen Maybury. Su hermana pequeña, Maureen, nació en agosto de 1946. Se cree, además, que Bob Hindley, su padre, le pegaba cuando era niña, además de maltratar a su esposa, y madre de Myra, Nellie. Bob y Nellie se divorciaron en 1965, poco tiempo después del arresto de su hija Myra. Nellie, ya divorciada, contrajo matrimonio con Bill Moulton. 
Myra tenía un cociente intelectual de 107.[cita requerida] Estudió en la Ryder Brow Secondary Modern School donde era considerada una buena alumna, atleta, escritora y responsable.
A los 15 años, Myra sufrió una tragedia que marcaría su vida para siempre: su gran amigo Michael Higgins, de 13 años, murió ahogado al ir a nadar una tarde. Al parecer, Michael le había pedido a Myra (una buena nadadora) que le acompañase, pero ella decidió no ir. Myra creyó que si hubiera ido con Michael podría haberlo salvado. Después de esto, la joven se convirtió al catolicismo, la religión de su amigo Higgins y dejó de importarle sus estudios, bajando su rendimiento y nivel notablemente. Durante meses, Myra lloraba constantemente y encendía velas en nombre de su amigo por todo Mánchester.
Finalmente, Myra dejó el instituto en 1957, a los 15 años. Su primer trabajo fue como empleada en Lawrence Scott and Electrometers, una agencia de ingeniería eléctrica. En 1959, Myra inició una relación con Ronnie Sinclair, pero finalmente terminan poco tiempo después. El 16 de enero de 1961 Myra empieza a trabajar en la empresa química Millward's.
Allí fue donde Myra conoció a Ian Brady, un joven cuatro años mayor que ella, procedente de Glasgow quien tenía un fronduoso historial de crueldad animal, violencia y algunos arrestos por motivos sexuales. Brady trabajaba allí como secretario desde febrero de 1959. Myra se sintió atraída por él inmediatamente, pero Brady la ignoró durante un año. Durante 1961, Myra escribía un diario íntimo en el que relataba a lo largo de ese año la fascinación y admiración que sentía por Brady. Este mismo diario fue descubierto en 1965, después de su arresto.
El 22 de diciembre de 1961, tras haber bebido alcohol, Brady y Myra iniciaron una relación. Durante una de las primeras citas, Brady obligó a Myra a ver Judgement at Nuremberg. Las semanas siguientes, Myra tuvo que leer todo aquello relacionado con el nacionalsocialismo, algo que fascinaba a Brady. Leyó Mi Lucha, el libro escrito por Adolf Hitler, Crimen y castigo de Fiodor Dostoievski, además de todo sobre el Marqués de Sade. Posteriormente, Brady y Myra robaron en varios bancos, además de obligar a Myra a sacarse una licencia de armas para poder comprarlas; ya que Brady no podía comprarlas debido a sus anteriores arrestos. Myra también se sacó el carnet de conducir. Myra, que era muy religiosa después de la muerte de su amigo, dejó de creer en Dios, convencida por las palabras de Brady. Myra adopta todas las filosofías de Brady, ideologías, forma de vida, intereses y hasta cambió de color su pelo, todo por él, además de usar ropas alemanas, favoritas de Brady. En sus relaciones sexuales les gustaba fotografiarse; hasta iniciaron una carrera pornográfica, aunque desisitieron rápidamente. Brady llamaba "Myra Hess" a su novia en la cama, en honor al apellido del líder nazi Rudolf Hess.

### Asesinatos
A mediados de 1963, Brady pierde interés en los robos de bancos y empieza una carrera como violador y asesino para satisfacer sus impulsos sexuales. Así, y con la ayuda de Hindley, Brady secuestra, viola, tortura y asesina a 3 niños y 2 adolescentes:
- Pauline Reade, 16 años: El 12 de julio de 1963, Myra convence a esta joven para ir a la pradera de Saddleworth para que le ayude a buscar un guante. Ian les seguía en su moto y fue allí donde la violó y la mató. Ella simplemente fue su cómplice.

- John Kilbride, 12 años: El 23 de noviembre de 1963, Myra engaña también a este chico llevándole a la misma pradera. Myra le dijo que le esperaba en una aldea cercana. Allí, en la pradera de Saddleworth, estaba esperando Ian, quién lo violó. Más tarde, enfurecido porque el arma que quería utilizar para matar al chico no funcionaba, lo estranguló y lo enterró. Myra volvió a ser cómplice, pero no mató.

- Keith Bennet, 12 años: 16 de junio de 1964. Esta vez es engañado por ambos, quienes vuelven a llevarlo a la misma pradera. Allí, mientras ella esperaba a que todo termine, Ian lo viola y lo estrangula. Allí mismo lo enterró.

- Lesley Ann Downey, 10 años: Ian y Myra secuestran a esta niña en un parque de atracciones. Él la fotografió 9 veces desnuda y Myra grabó los gritos que la niña vociferaba por su vida. Después de llevar a cabo su ritual, la enterraron a la mañana siguiente en Saddleworth. Las 9 fotos y la grabación fueron guardadas en una maleta.

- Edward Evans, 17 años: El 6 de octubre de 1965, en presencia del cuñado de Myra, David Smith, Ian acaba con la vida de este joven dándole un hachazo en la cabeza.

David Smith fue quien, después de ayudar a Ian a cargar el cadáver de Edward Evans, dio una buena excusa y se marchó del lugar, prometiéndoles volver. Pero lo que Ian y Myra no sabían era que Smith contactó con la policía y los delató.

#### Arresto, juicio y sentencia
Tras el asesinato de Edward Evans, de 17 años, la policía llega a casa de Brady y Hindley, allí es descubierto el cuerpo ensangrentado de Evans cubierto con una sábana en una habitación del segundo piso de la casa. La policía había llegado después de que David Smith, cuñado de Myra de 18 años de edad, presenciara el asesinato. Smith, de 18 años había ido ese día a casa de Hindley a tomar el té. En un momento ve cómo un joven (Edward Evans) baja tambaleante por las escaleras. Al preguntarle a Brady quien era, éste le responde el más débil y le dio un hachazo. Con la excusa de volver a ayudarlos a enterrar el cuerpo, el joven David Smith escapa y rompiendo el pacto, pero siguiendo sus valores, denuncia en la Estación de Policía de Mánchester a Brady y Hindley.
Después de ser hallado el cuerpo de Evans, ambos son arrestados. Más tarde Brady confesaría el asesinato en la Estación de Policía, además de cuatro asesinatos más.
La investigación se centró en la pradera de Saddleworth en las afueras de la ciudad, donde Brady y Hindley habían enterrado a las víctimas; varios cuerpos son recuperados y muchas pruebas como fotografías de Lesley Ann desnuda, y grabaciones de audio con los gritos de la niña son presentadas en ese momento en contra de los acusados, las personas más odiadas de Gran Bretaña.
El juicio comenzó el 21 de abril de 1966. El fiscal Sir Elwyn Jones acusa a Brady y Hindley de ser personas malvadas de carne y alma, además de acusarlos de jactarse de sus asesinatos y de disfrutar del dolor de las familias ya que, la madre de Lesley Ann Downey, Ann West, tuvo que escuchar la grabación de los últimos momentos de vida de su hija para poder reconocer su voz. Esto creó un odio gigantesco en los británicos, quienes aún siguen odiando en gran manera a los conocidos "Moors Murderers"
El 6 de mayo de 1966 el juicio finalizó, con la sentencia a cadena perpetua para ambos. Luego de ser condenada, Myra Hindley solicitó varias veces la libertad condicional pero nunca le fue concedida.
En prisión, Myra compartió celda con la también famosa asesina en serie británica Rosemary West.

### Muerte
El 15 de noviembre de 2002 tras una enfermedad de pulmón, Myra sufre un ataque cardíaco y es ingresada en el hospital donde pocas horas después muere.
Su cómplice y novio Ian Brady siguió confinado en un hospital psiquiátrico hasta su fallecimiento en 2017, debatiéndose día a día entre la vida y la muerte debido a varios intentos de suicidio y huelgas de hambre que deterioraron su estado de salud. Pese a esto, Brady no se arrepintió de sus crímenes y escribió un libro "felicitando a sus colegas asesinos, sin dios somos libres de todo", Además de seguir jactándose de sus asesinatos y de jugar con el dolor de los familiares de sus víctimas, con especial saña en el caso de la familia de la niña de 10 años Lesley Ann Downey.